# Kvarnbäcken, Huddinge kommun

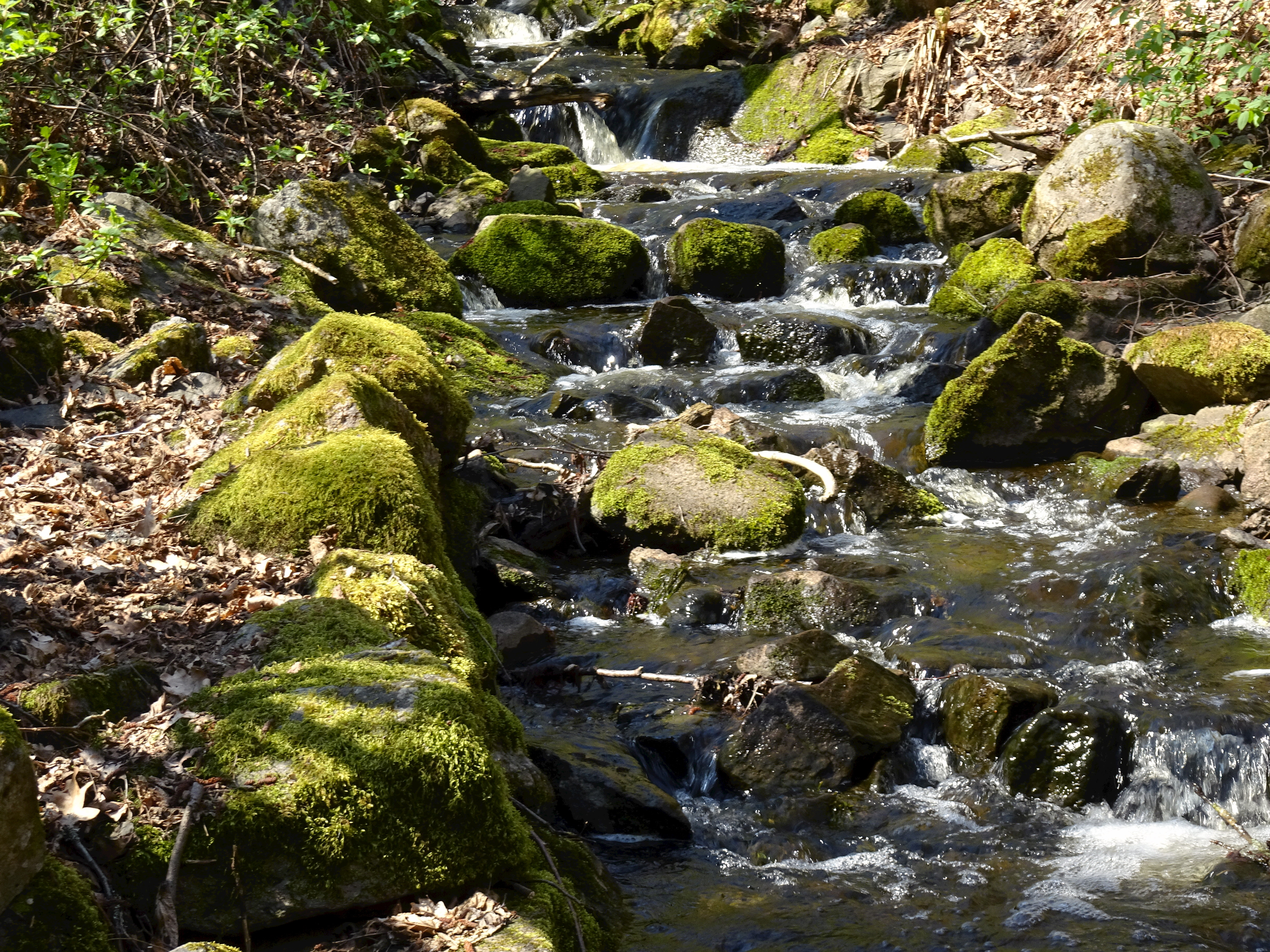
Kvarnbäckens fors i maj 2016.

Kvarnbäcken är ett vattendrag i Tyresåns sjösystem beläget i Huddinge kommun, Stockholms län. Kvarnbäcken är cirka 1,5 kilometer lång och sträcker sig genom två naturreservat: Gladö Kvarnsjöns naturreservat och Orlångens naturreservat. Ett äldre namn för Kvarnbäcken är Gladsån.

## Beskrivning
Kvarnbäcken är Kvarnsjöns utflöde som ligger vid tätorten Gladö kvarn. Kvarnbäcken börjar vid sjöns nordöstra vik, 59°11′24″N 17°59′34″Ö / 59.19000°N 17.99278°Ö, och slutar vid Sundbyfortet i sjön Orlången, 59°11′40″N 18°1′1″Ö / 59.19444°N 18.01694°Ö. Strax öster om kvarnruinen matas Kvarnbäcken även av Kärrsjöns utflöde.
Både Kvarnbäcken och Kvarnsjön har sina namn efter en vattenkvarn vid namn Gladö kvarn som hämtade sin vattenkraft från Kvarnbäcken och omnämns redan år 1331 i en förteckning över Strängnäs domkyrkas tillgångar. 
I kvarnen vid Kvarnbäcken maldes både säd till mjöl och sågades bräder. Den sista kvarnbyggnaden revs på 1940-talet och idag är bara gråstensgrunden kvar. Kvarnstugan brann ner på 1970-talet. Kvarnbäcken nyttjades även under 1900-talets början för produktion av elkraft i en mindre kraftstation som inte heller finns kvar.